# Choi Hee-seo
Choi Hee-seo (en hangul 최희서; de nacimiento Choi Moon-kyung) es una actriz surcoreana. 

## Carrera
Conocida por retratar a la activista Fumiko Kaneko en la película histórica Anarchist from Colony, papel que le valió numerosos premios.
En 2018 protagonizó la película Our body, dirigida por Han Ka-ram, donde interpretaba a una treintañera insatisfecha con su vida sin rumbo, que conoce casualmente y toma como modelo a una joven corredora.
En marzo de 2021 se confirmó que se había unido al elenco principal de la serie Now, We Are Breaking Up donde interpretará a Hwang Chi-sook, la directora del equipo de diseño de la marca de moda que asistió a la escuela secundaria con Ha Young-eun (Song Hye-kyo).
En abril de 2021 se anunció que cuatro actores (Park Jung-min, Son Seok-koo, Choi Hee-seo y Lee Je-hoon) debutarían como directores en la película Unframed, dividida en sendas partes con historias independientes, y cuyo estreno se preveía para diciembre del mismo año.

## Filmografía

### Series
| Año     | Título                           | Personaje                              | Canal      | Ref.  |
| ------- | -------------------------------- | -------------------------------------- | ---------- | ----- |
| 2018    | Mistress                         | Jang Se-yeon                           | OCN        |       |
| 2020    | SF8: Blink                       | Conservadora del Museo de Arte         | MBC        |       |
| 2021-22 | Now, We Are Breaking Up          | Hwang Chi-sook                         | SBS        |       |
| 2022    | Yonder                           | Voz de Se-ri (dispositivo electrónico) | TVING      | [ 7 ] |
| 2024    | Dongjae, the Good or the Bastard | Lee Yu-an                              | TVING, tvN |       |

### Cine
| Año  | Título                                   | Papel                    | Ref.  |
| ---- | ---------------------------------------- | ------------------------ | ----- |
| 2009 | Lifting King Kong                        | Seo Yeo-sun              |       |
| 2010 | Seoul, Lost                              |                          |       |
| 2010 | Tokyo, Lost                              | Reiko                    |       |
| 2011 | The Moon Stalker                         | Boreum                   |       |
| 2011 | Heart Beats Knock Knock                  | Hye-kyung                |       |
| 2012 | Nan Jian Wan Zi                          | Bom                      |       |
| 2012 | Project 577                              | ella misma               |       |
| 2012 | Mark's Festival                          | Yoonea                   |       |
| 2013 | The Embrace                              |                          |       |
| 2013 | It's Time to Love                        | PD Jung                  |       |
| 2014 | Janus                                    | Eun-young                |       |
| 2014 | Tribute                                  |                          |       |
| 2014 | Pororo, the Snow Fairy Village Adventure | Master Grandma           |       |
| 2014 | One-minded                               | Gertrude                 |       |
| 2014 | Contact Point                            | Ji-young                 |       |
| 2015 | Love Never Fails                         | profesora de matemáticas |       |
| 2016 | Dongju: The Portrait of a Poet           | Kumi                     |       |
| 2016 | If You Were Me                           | Hee-seo                  |       |
| 2016 | How to Break up with My Cat              |                          |       |
| 2017 | Proj. Get-up-and-go                      | gerente de la cafetería  |       |
| 2017 | Anarchist from Colony                    | Fumiko Kaneko            | [ 8 ] |
| 2017 | Okja                                     | Intérprete               |       |
| 2018 | Our Body                                 | Ja-young                 | [ 4 ] |
| 2020 | Deliver Us from Evil                     | Seo Young-joo            | [ 9 ] |
| 2021 | Unframed                                 | [codirectora]            | [ 6 ] |

## Premios y nominaciones
| Año  | Premio                                                   | Categoría                                                      | Nominación                                            | Resultado | Ref.   |
| ---- | -------------------------------------------------------- | -------------------------------------------------------------- | ----------------------------------------------------- | --------- | ------ |
| 2017 | 4th Wildflower Film Awards                               | Mejor actriz de reparto                                        | Dongju: el retrato de un poeta                        | Nominada  |        |
| 2017 | 1st The Seoul Awards                                     | Mejor actriz revelación                                        | Anarchist from Colony                                 | Ganadora  | [ 10 ] |
| 2017 | 26th Buil Film Awards                                    | Mejor actriz revelación                                        | Anarchist from Colony                                 | Ganadora  | [ 11 ] |
| 2017 | 54th Grand Bell Awards                                   | Mejor actriz revelación                                        | Anarchist from Colony                                 | Ganadora  | [ 12 ] |
| 2017 | 54th Grand Bell Awards                                   | Mejor actriz                                                   | Anarchist from Colony                                 | Ganadora  | [ 12 ] |
| 2017 | 37th Korean Association of Film Critics Awards           | Mejor actriz revelación                                        | Anarchist from Colony                                 | Ganadora  | [ 13 ] |
| 2017 | 38th Blue Dragon Film Awards                             | Mejor actriz revelación                                        | Anarchist from Colony                                 | Ganadora  | [ 14 ] |
| 2017 | 18th Busan Film Critics Awards                           | Mejor actriz revelación                                        | Anarchist from Colony                                 | Ganadora  | [ 15 ] |
| 2017 | 17th Director's Cut Awards                               | Mejor actriz revelación                                        | Anarchist from Colony                                 | Ganadora  | [ 16 ] |
| 2018 | 9th Korea Film Reporters Association Film Awards (KOFRA) | Mejor actriz revelación                                        | Anarchist from Colony                                 | Ganadora  | [ 17 ] |
| 2018 | 12th Asian Film Awards                                   | Mejor actriz de reparto                                        | Anarchist from Colony                                 | Nominada  | [ 18 ] |
| 2018 | 1st Resistance Film Festival in Korea                    | Mejor actriz                                                   | Anarchist from Colony, Dongju: The Portrait of a Poet | Ganadora  | [ 19 ] |
| 2018 | 23rd Busan International Film Festival                   | Actriz del año                                                 | Our body                                              | Ganadora  | [ 20 ] |
| 2020 | 7th Wildflower Film Awards                               | Mejor actriz                                                   | Our body                                              | Nominada  |        |
| 2021 | 2021 SBS Drama Award                                     | Excellence Award, Actress in a Miniseries Romance/Comedy Drama | Now, We Are Breaking Up                               | Nominada  |        |
| 2021 | 2021 SBS Drama Award                                     | Best Character Award, Actress                                  | Now, We Are Breaking Up                               | Nominada  |        |